# Mehdy Ngouama
Mehdy-Soufian Ngouama (Le Blanc-Mesnil, 6 luglio 1995) è un cestista francese.

## Palmarès
- Leaders Cup: 1

Paris: 2024
- Eurocup: 1

Paris: 2023-2024